# سكوت أولين رايت
سكوت أولين رايت (بالإنجليزية: Scott Olin Wright)‏ هو محامي وقاضي وضابط أمريكي، ولد في 15 يناير 1923 في هايغلر في الولايات المتحدة، وتوفي في 11 يوليو 2016 في كانساس سيتي في الولايات المتحدة.